# Збірна Киргизстану з футболу
Збірна Киргизстану з футболу — представляє Киргизстан на міжнародних футбольних змаганнях. Контролюється Футбольною  федерацією Киргизстану. Вона ніколи не потрапляла на Чемпіонат світу з футболу. Станом на 3 квітня 2025 посідає 103-e місце у рейтингу футбольних збірних світу.

## Чемпіонат світу
- з 1930 по 1994 — не брала участь
- з 1998 по 2022 — не пройшла кваліфікацію

## Кубок Азії
- з 1956 по 1992 — не брала участь
- з 1996 по 2004 — не пройшла кваліфікацію
- з 2007 по 2015 — не брала участь
- 2019 — 1/8 фіналу
- 2023 — груповий етап